# Proteinania achatioides
Proteinania achatioides är en fjärilsart som beskrevs av Achille Guenée 1852. Proteinania achatioides ingår i släktet Proteinania och familjen nattflyn. Inga underarter finns listade i Catalogue of Life.